# Tunu Sinus
Il Tunu Sinus è una struttura geologica della superficie di Titano.